# Ana Blandiana
Ana Blandiana, född 25 mars 1942 i Timișoara, är en pseudonym för den rumänska poeten, författaren och medborgarrättskämpen Otilia Valeria Coman. Otilias far Gheorghe Coman (1915-1964) hamnade som många av sina kollegor i fängelse i samband med att den kommunistiska regeringen 1950 ville tvinga grekisk-katolska präster att konvertera till den rumänsk-ortodoxa kyrkan. Han släpptes under en allmän amnesti 1964, men omkom i en olycka bara veckor senare. 1960 gifte sig Otilia med författaren Romulus Rusan.
Blandianas verk har översatts till tjugotvå språk per juni 2013. Hon har bland annat belönats med Herder-priset 1982. Hon har även uppmärksammats för sin kamp för medborgerliga rättigheter, vilket bland annat orsakade problem då hon under 1980-talet gav ut en barnbok om en hankatt, som sågs som en satir över Ceaușescu. Hon deltar på Bokmässan i Göteborg 2013.

## Biografi
Trots att hon föddes i Timisoara gick Otilia Coman i skola i Oradea fram till 1959 då hon flyttade till Cluj Napoca för att studera. Samma år debuterade hon i tidskriften Tribuna, och det var där hon för första gången använde pseudonymen Ana Blandiana. Debuten ledde till att hon publicerades i antologin 30 unga poeter (30 de poeţi tineri). Emellertid förbjöds hon att publicera, med hänvisning till hennes fars status som politisk fånge, och först 1963 kunde hon följa upp debuten med att bli publicerad i Samtiden (Contemporanul), en tidskrift med George Ivaşcu som redaktör. Den första diktsamling som publicerades under namnet Ana Blandiana är "Första person pluralis" (Persoana intâia plural), med förord författat av Nicolae Manolescu. Som genombrottsverk räknas "Akilleshälen" (Calcâiul vulnerabil) som publicerades 1966 and 'Den tredje hemligheten' (A treia taină), publicerad 1969. 1966 gjorde Blandiana också sitt första framträdande vid en internationell poesitävling i Lahtis i Finland. 1967 avslutade hon sina universitetsstudier i Cluj med en examen i filologi. 1975 lämnade hon Cluj för att börja arbeta som bibliotekarie vid institutet för sköna konster i Bukarest.
Ana Blandiana blev med tiden en berömd dissident och förkämpe för mänskliga rättigheter och hon hade redan innan revolutionen 1989 modet att i intervjuer givna åt radiostationen Radio Free Europe och i utländsk tryckt media offentligt kritisera diktatorn Nicolae Ceaușescu. Blandiana är en aktiv offentlig personlighet i Rumänien. Hon engagerade sig i aktioner för demokrati som medlem i Medborgaralliansen (Alianţa Civică) och leder minnesmärket vid Sighet, ett museum över kommunismens brott och forskningscentrum som organiserar årliga konferenser och kongresser som samlar forskare på ämnet vänstertotalitarism från hela världen. Numer sitter hon i Medborgaralliansens senat.
Genom åren har Blandiana företagit en mängd forsknings och studieresor som inbjuden gäst till europeiska universitet, akademier och kulturella organisationer. Hon har dessutom deltagit i ett flertal poesikongresser och -festivaler. Förutom de här nämnda publikationerna på rumänska, har hennes diktsamlingar publicerats i tidskrifter och antologier från Storbritannien, USA, Italien, Spanien, Frankrike, Belgien, Tyskland, Österrike, Nederländerna, Finland, Polen, Ungern, Bulgarien, f.d. Tjeckoslovakien, Brasilien, Kuba, Syrien, Grekland, Kina, Japan, Israel, och Albanien. Efter 1989 kom till dessa översättningar litterära essäer och politiskt analyserande artiklar i stora tyska tidningar under Ana Blandianas signatur. Hon har också deltagit i oräkneliga konferenser, offentliga föreläsningar, gett intervjuer, deltagit vid kollokvium samt vid symposium och runda bordssamtal i de stora europeiska länderna.